# Мейсон (округ, Мічиган)
Шаблон:StateAbbr_ 44°01′ пн. ш. 86°30′ зх. д. / 44.02° пн. ш. 86.5° зх. д.
Округ  Мейсон (англ. Mason County) — округ (графство) у штаті Мічиган, США. Ідентифікатор округу 26105.

## Історія
Округ утворений 1840 року.

## Демографія
За даними перепису 
2000 року 
загальне населення округу становило 28274 осіб, зокрема міського населення було 9758, а сільського — 18516.
Серед мешканців округу чоловіків було 13961, а жінок — 14313. В окрузі було 11406 домогосподарств, 7878 родин, які мешкали в 16063 будинках.
Середній розмір родини становив 2,92.
Віковий розподіл населення поданий у таблиці:
| Стать    | До 15 років | 15-21 | 22-29 | 30-39 | 40-49 | 50-65 | 65-85 | Понад 85 |
| -------- | ----------- | ----- | ----- | ----- | ----- | ----- | ----- | -------- |
| Чоловіки | 2878        | 1323  | 1081  | 1859  | 2201  | 2561  | 1867  | 191      |
| Жінки    | 2681        | 1247  | 1038  | 1855  | 2262  | 2540  | 2270  | 420      |

## Суміжні округи
- Меністі — північ
- Лейк — схід
- Невейго — південний схід
- Оушеана — південь
- Шебойґан, Вісконсин — південний захід
- Манітовок, Вісконсин — захід

## Виноски
1. ↑  US Decennial Census. US Census Bureau. Архів оригіналу за 19 липня 2018. Процитовано 27 вересня 2014.
2. ↑  Historical Census Browser. University of Virginia Library. Архів оригіналу за 11 серпня 2012. Процитовано 27 вересня 2014.
3. ↑  Population of Counties by Decennial Census: 1900 to 1990. US Census Bureau. Архів оригіналу за 15 лютого 2015. Процитовано 27 вересня 2014.
4. ↑  Census 2000 PHC-T-4. Ranking Tables for Counties: 1990 and 2000 (PDF). US Census Bureau. Архів оригіналу (PDF) за 18 грудня 2014. Процитовано 27 вересня 2014.
5. ↑  State & County QuickFacts. US Census Bureau. Архів оригіналу за 14 липня 2011. Процитовано 28 серпня 2013.(англ.) Наведено за англійською вікіпедією.
6. ↑  American FactFinder. Бюро перепису населення США. Архів оригіналу за 26 лютого 2012. Процитовано 31 січня 2008.

| США | Це незавершена стаття з географії США. Ви можете допомогти проєкту, виправивши або дописавши її. |